# Strunjire
Strunjirea este operația tehnologică de prelucrare prin așchiere a unui material, efectuată  pe un strung. Mișcarea principală relativă dintre piesă și scula așchietoare este mișcarea de rotație. Specific pentru strunjire, spre deosebire de alte prelucrări prin așchiere este rotirea piesei de prelucrat, nu a sculei așchietoare. Așchierea se obține prin acțiunea continuă a sculei, care este un cuțit de strung, construit sub forma unui corp prismatic, prevăzut cu tăișuri geometric definite: tăiș principal și tăiș secundar, scula fiind  fixată în portcuțit. Piesa efectuează mișcarea de rotație iar cuțitul efectuează o mișcare de avans, care poate fi paralelă cu axa arborelui principal al strungului, perpendiculară pe ea sau oblică, corespunzător celor trei sănii ale strungului, sania longitudinală, sania transversală și sania portcuțit.

Operații de strunjire
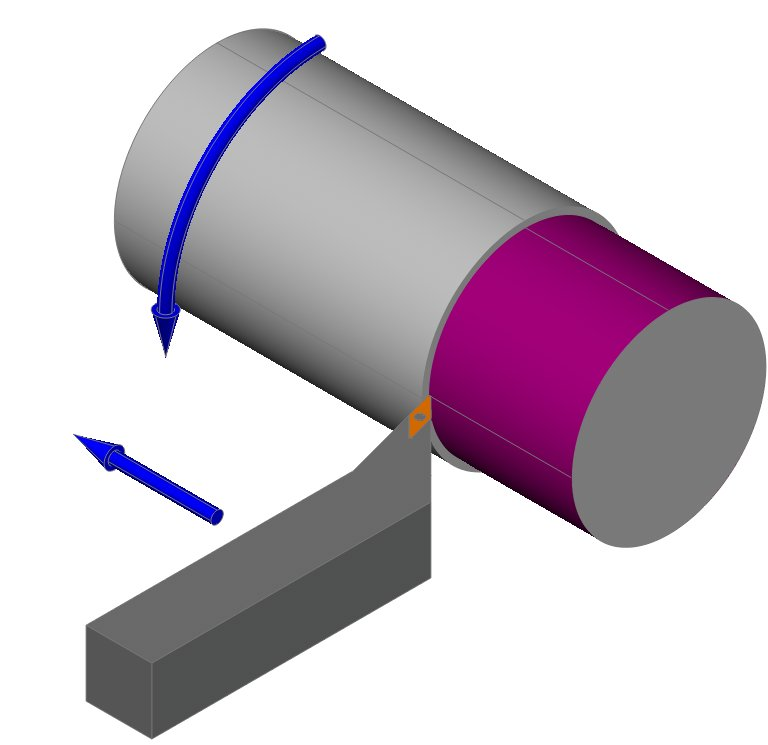
Strunjire longitudinală
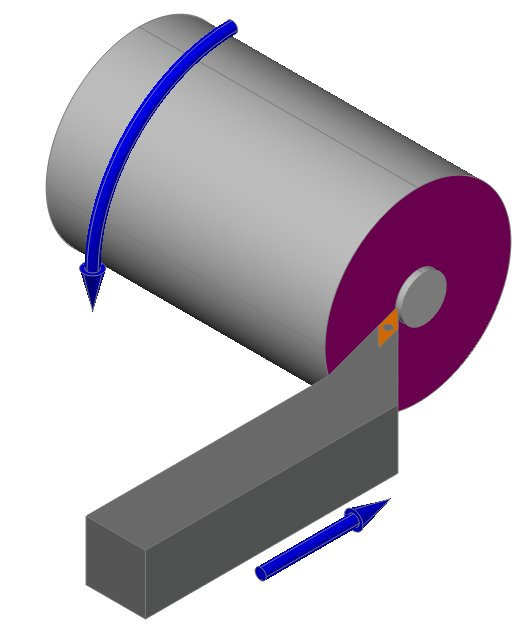
Strunjire frontală
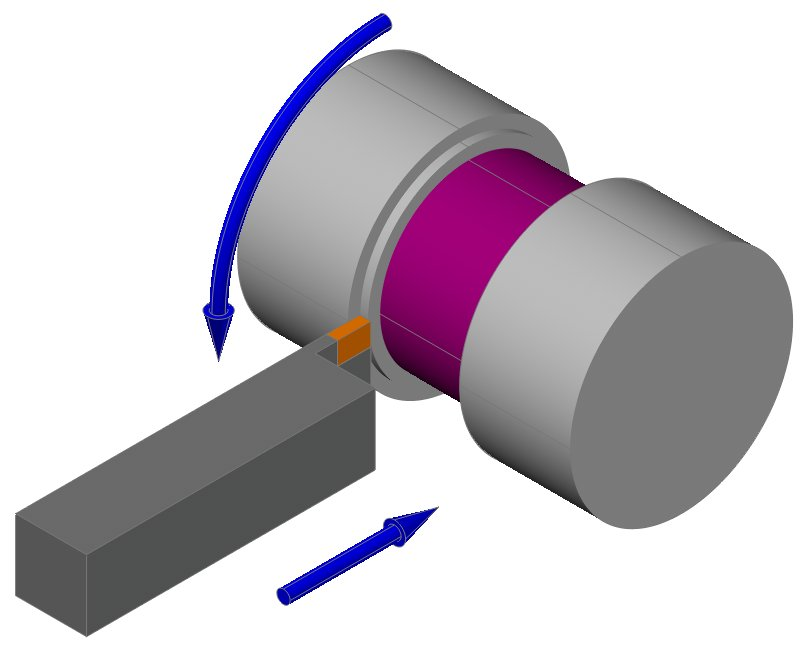
Canelare
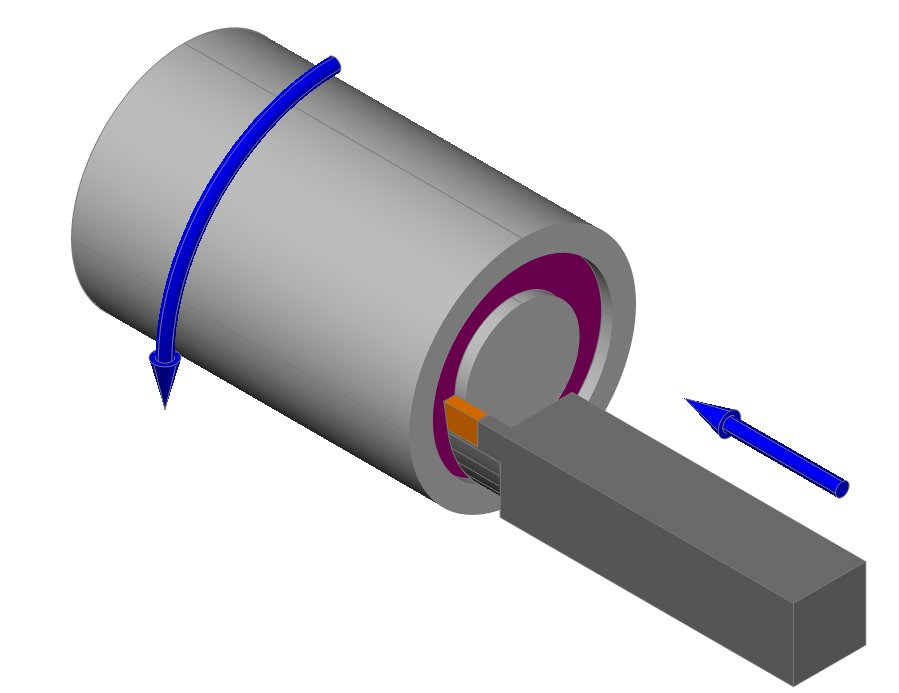
Canelare frontală

Atunci când piesele sunt masive și ocupă un volum mare, operația poate fi executată pe o mașină-unealtă numită strung carusel.
Prin strunjire se pot prelucra suprafețe cilindrice, conice sau profilate, suprafețe elicoidale (filete) sau suprafețe plane frontale (perpendiculare pe axa suprafeței de revoluție a piesei).
Mașinile-unelte pe care se poate executa operația de strunjire sunt: strungul normal, denumit și strung paralel, strungul cu comandă numerică, strungul-revolver, strungul carusel, strungul automat, strungul de detalonat, strunguri speciale (strunguri pentru  strunjirea arborilor cotiți, strunguri pentru strunjirea axelor cu came).

## Strunjirea suprafețelor cilindrice
Prin strunjire cilindrică se generează o suprafață de revoluție coaxială cu axa de rotație a piesei de prelucrat. Strunjirea cilindrică longitudinală se efectuează cu mișcarea de avans longitudinal al sculei așchietoare (cuțit drept, cuțit încovoiat etc). Pentru suprafețe cu lungime mică, strunjirea se poate face cu mișcarea de avans transversal a unui cuțit lat, montat pe sania transversală. Procedeul de strunjire cilindrică se caracterizează printr-o deosebită universalitate, extinzându-se de la finisarea pieselor foarte mici (de exemplu, în ceasornicărie) până la strunjirea arborilor foarte mari, executați din semifabricate forjate liber (de exemplu, arbori de turbină, cilindri de laminor).  
Strunjirea pieselor poate fi efectuată în operații (sau faze) de degroșare și operații (faze) de finisare.
La strunjirea de degroșare este îndepărtată de pe suprafața cilindrică cea mai mare parte a adaosului de prelucrare, așchierea este caracterizată de valori mari ale adâncimii de așchiere și avansului. Forțele de așchiere sunt mari (comparativ cu finisarea), rugozitatea suprafeței prelucrate va avea valori mari, sistemul tehnologic este puternic solicitat.
Strunjirea de finisare are ca obiectiv să se obțină o precizie dimensională și geometrică mai ridicată decât la degroșare și o calitate superioară a suprafeței,  adâncimea de așchiere și avansul având valori mult mai mici. Strunjirea de finisare poate fi operație tehnologică finală a unei suprafețe sau operație intermediară, înainte de o operație de prelucrare fină: strunjire de netezire sau rectificare. 
Uneori, atunci când trebuie eliminate adaosuri de prelucrare mari, între degroșare și finisare se introduce o fază/operație intermediară  de semifinisare.
În cazul operațiilor de strunjire automate pe strunguri cu comandă numerică, în timpul procesului de așchiere pot fi angajate simultan diferite scule, cu scopul de a reduce timpii de prelucrare și a mări productivitatea așchierii.
În general, precizia de prelucrare obținută la strunjirea suprafețelor cilindrice pe strunguri normale corespunde treptelor de precizie 8, 9 sau 10. În producția de serie mică, prin adoptarea unor măsuri specifice se pot realiza și suprafețe cu precizia corespunzătoare treptelor 7 sau 6 de precizie.
Cojirea (engleză Centreless rough turning) este un procedeu de strunjire cilindrică exterioară care se efectuează cu un  cap port-cuțite rotativ, echipat cu mai multe cuțite, poziționate radial față de piesă. Mișcarea de avans longitudinal este efectuată de bara de cojit, prin interiorul capului rotativ, iar mișcarea de rotație - de către cuțite (așa cum s-a menționat mai înainte). Acest procedeu se folosește în special pentru înlăturarea straturilor de oxizi și a fisurilor superficiale de pe bare laminate sau forjate, de exemplu în fabricația oțelului tras la rece. Cuțitele sunt prevăzute cu unghi de atac al tăișului secundar cu valori mici, sub 2o, adâncimea de așchiere este în general mică, t < 1 mm, iar avansul longitudinal are valori mari, s= 15 mm/rot. 
Cojirea se execută pe strunguri de cojit „fără vârfuri”, pe care avansul barei de cojit este obținut cu două role rotative speciale.

## Dimensiunile așchiei nedeformate
Pentru determinarea secțiunii transversale a așchiei nedeformate se calculează valorile lățimii așchiei b și grosimii așchiei a.
Lățimea așchiei nedeformate b se calculează cu relația:
```
 
b
 = 
t
/sin
κ
```

în care: t este adâncimea de așchiere; κ - unghiul de atac principal al cuțitului.
Grosimea așchiei nedeformate a este:
```
  
a
 = 
s
.sin
κ
```

Valoarea nominală a ariei secțiunii transversale a așchiei A este:
```
   
A
 = 
b.a
 = 
t.s
```

Mărimile a și b  sunt denumite parametri fizici ai procesului de așchiere.

## Moduri de prindere
În vederea strunjirii suprafețelor cilindrice exterioare pe strungul normal se folosesc următoarele moduri de prindere a piesei de prelucrat:
- prindere între vârfuri de centrare sau în  mandrina universală (universal) și vârf;
- prindere în mandrine de diferite tipuri;
- prindere pe dorn;
- prindere pe platou;
- prindere în dispozitive speciale.

Prinderea între vârfuri de centrare. Strunjirea între vârfuri necesită ca, în prealabil, în capetele semifabricatului (materialului) care trebuie sprijinite în vârfuri să fie executate găuri de centrare. Vârfurile de centrare sunt montate în arborele principal și, respectiv,  în gaura conică din pinola păpușii mobile. Rotirea unei piese de prelucrat de tipul arborilor se realizează cu ajutorul unei flanșe de antrenare care este înșurubată pe capătul arborelui principal al strungului. Vârful  de centrare din arborele principal se rotește totdeauna împreună cu arborele principal și cu piesa, iar vârful din păpușa mobilă poate fi vârf fix sau vârf rotativ.
Pentru antrenarea în rotație a unei piese care trebuie strunjită pe toată lungimea sau pentru strunjirea unei piese tubulare se folosește  un vârf de centrare cu suprafața activă conică prevăzută cu zimți care pătrund în capătul piesei de prelucrat, fiind aplicată o forță axială suficient de mare.
Rigiditatea maximă a sistemului tehnologic se asigură prin fixarea semifabricatului în mandrina universală pe suprafața cilindrică exterioară sau pe suprafața cilindrică interioară a obezii (de exemplu, obada roții de curea), iar rigiditatea minimă - prin fixarea pe butuc (butucul roții dințate).
Prinderea în universal și vârf se poate folosi în locul prinderii între vârfuri. Acest mod de prindere asigură o fixare mai rigidă a piesei de prelucrat și reduce la minimum orice probabilitate de apariție a vibrațiilor în timpul strunjirii, deoarece piesa este încastrată elastic în universal și sprijinită la celălalt capăt pe vârful păpușii mobile. Acest mod de prindere conduce la formarea unui sistem tehnologic static nedeterminat, format din mai multe elemente: piesă de prelucrat-păpușă fixă-păpușă mobilă-subansamblul căruciorului.
La prelucrarea între vârfuri a pieselor tip arbore cu rigiditate redusă (L/D> 12) se folosesc lunete fixe sau lunete mobile, pentru sprijinul intermediar al piesei. Luneta fixă poate fi montată pe batiul strungului în orice poziție dorită pe lungimea piesei, iar luneta mobilă se montează pe căruciorul strungului și se deplasează împreună cu acesta. Cele două bacuri ale lunetei mobile reazemă piesa în puncte opuse față de scula așchietoare, pentru a se evita deformarea prin încovoiere a piesei, sub acțiunea forțelor de așchiere.
Prinderea în mandrine. Se deosebesc diferite categorii de mandrine:
- mandrină universală cu trei bacuri (pe scurt: universal);
- mandrine cu două bacuri;
- mandrine cu bucșă elastică;
- mandrine pneumatice, hidraulice, electromagnetice.

Mandrina universală autocentrantă, cu trei bacuri, este folosită pentru prinderea pieselor cu secțiune rotundă. Centrarea piesei se face automat (autocentrare), prin deplasarea simultană radială a bacurilor. Precizia de centrare este de circa 0,1 mm la universale noi și de 0,15 - 0,4 mm la universale exploatate timp îndelungat.
Mandrinele cu bucșă elastică se folosesc pentru strângerea materialului sub formă de bară trasă la rece sau rectificată pe mașini de rectificat fără vârfuri, bară din care se prelucrează succesiv mai multe piese, care după terminarea prelucrării sunt retezate din bară. Bara este avansată periodic prin alezajul din arborele principal înainte de prelucrarea fiecărei piese.
Avantajul bucșelor elastice constă în forța de fixare ridicată, datorită suprafeței mari de contact cu materialul de prelucrat, lipsa urmelor de fixare care rămân de obicei pe piesă la prinderea în bacurile universalului, precizia de centrare mai mare, până la 0,03-0,05 mm. Bucșele elastice se folosesc îndeosebi la piese prelucrate pe strung-revolver sau strung automat. Sunt executate pentru prinderea barelor cu secțiune rotundă, pătrată, hexagonală.
Prinderea pe dorn. Piesele cu gaură centrală sau tubulare se instalează deseori pe dorn pentru prindere interioară. Dornul pe care se prinde piesa va fi la rândul lui instalat între vârfuri de centrare sau în universal cu sprijin la celălalt capăt pe vârful din păpușa mobilă. Dornurile pot fi împărțite în dornuri rigide și dornuri extensibile (elastice).
Dornurile rigide (neextensibile) pot fi: cilindrice, conice sau canelate (acestea din urmă, pentru piese cu gaură canelată). Dornurile cilindrice pot fi cu ajustaj cu joc sau ajustaj cu strângere. Dornurile cu strângere permit ca la o singură așezare pe mașina-unealtă să se prelucreze suprafața exterioară de revoluție și fețele frontale ale semifabricatului, cu asigurarea unei precizii ridicate de poziție reciprocă a suprafețelor. Pe astfel de dornuri se prelucrează deseori roți dințate , înainte de operația de danturare.
Dornurile extensibile sunt folosite în general pentru piese de prelucrat cu gaură netedă sau finisată și asigură o bună coaxialitate a suprafețelor interioare cu cele exterioare ale piesei, deoarece expansiunea radială a elementelor deplasabile radial ale dornului realizează preluarea jocului radial între gaură și dorn. 
Prinderea pe platou se folosește pentru piese complicate (pârghii, ramificații, coturi etc). Precizia instalării pe platou a piesei se controlează prin verificarea poziției suprafețelor cilindrice și a suprafețelor frontale. Se folosește platoul cu patru bacuri și platoul simplu (fără bacuri). 
În funcție de raporturile dimensionale ale pieselor de prelucrat se recomandă următoarele moduri de prindere:
- prindere în mandrină universală autocentrantă : piese rigide, L/D < 5;
- prindere între vârfuri de centrare: piese rigide cu L/D = 5...12;
- prindere în mandrină universală, cu sprijin pe lunetă fixă: piese nerigide, în trepte, în deosebi piese grele: L/D > 12;
- prindere între vârfuri de centrare, cu lunetă mobilă: piese cilindrice fără trepte, cu L/D > 12, pe strunguri cu înălțimea vârfurilor mai mică de 500 mm;
- prindere pe dorn: piese cu gaură axială, după o prelucrare preliminară a găurii.

În recomandările precedente: L este lungimea materialului de prelucrat; D - diametrul materialului. 

## Strunjirea frontală
Strunjirea frontală este folosită pentru a produce o suprafață plană perpendiculară pe axa de rotație a piesei de prelucrat. În această categorie se includ strunjirea frontală cu avans transversal, canelarea și retezarea pieselor (din bară), dar și finisarea frontală cu cuțit lateral cu avans longitudinal a suprafețelor cu lățimi mici.
Traiectoria relativă de așchiere la strunjirea frontală cu avans transversal corespunde unei spirale Arhimede.
Operațiile de strunjire frontală sunt efectuate frecvent pe strunguri automate, în special în cazul pieselor mici, executate din bară. Pentru operația de retezare a unei piese prelucrate din bară se folosesc cuțite pentru retezat care au secțiune mică, pentru a se reduce pierderea de material în așchii. În urma retezării rezultă, desigur, o suprafață frontală.
În timpul procesului de strunjire frontală cu avans transversal, viteza de așchiere se modifică (se micșorează), pe măsură ce cuțitul avansează pe direcție radială de la diametrul exterior spre axa piesei, dacă turația piesei este constantă. În cazul unor strunguri prevăzute cu controlul continuu al vitezei mișcării de rotație, viteza de așchiere este menținută constantă.

## Strunjire interioară
Se realizează la piese prevăzute dinainte cu gaură axială, de exemplu la semifabricate turnate sau matrițate, ori cu gaura obținută prin găurire cu burghiu.
Găurile cu D< 70 mm, L<150 mm și raportul L/D< 5 se strunjesc cu cuțit fixat în portcuțit, lungimea suprafeței strunjite interior fiind limitată de lungimea sculei. Pentru D> 70 mm și L> 150 mm, iar L/D< 5, cuțitul este montat pe o bară port-sculă.
Pentru generarea diferitelor elemente geometrice ale găurilor se folosește o gamă largă de cuțite.
Atunci când se utilizează strunjirea interioară pentru a produce contururi adânci, pot apărea probleme de stabilitate, datorită lungimii mari în consolă a sculelor pentru strunjire interioară. Din acest motiv, atunci când se aleg parametrii așchierii t, s, v  trebuie să fie luate în considerare lungimea în consolă și diametrul barei port-sculă, care depind de dimensiunea și conturul interior care trebuie prelucrat prin așchiere.
Strunjirea interioară a alezajelor este realizabilă și cu scula în mișcare de rotație, piesa fixă (nerotativă) executând mișcarea de avans longitudinal; acest procedeu se aplică la prelucrări pe mașini de alezat și frezat orizontale.

## Strunjirea suprafețelor conice
Pe strungul normal (universal) suprafețele conice exterioare pot fi prelucrate în următoarele variante:
a)  prelucrare cu generatoare materializată de muchia așchietoare a sculei, când se folosește un cuțit lat cu tăiș înclinat. În acest mod pot fi prelucrate suprafețe conice cu orice unghi, exterioare sau interioare, pentru care lungimea generatoarei nu depășește de obicei 30...50 mm, pentru a se evita vibrațiile. Această variantă nu a căpătat totuși o extindere deosebită pe strungurile normale, fiind specifică pentru strunguri semiautomate și automate.
b) prelucrare prin rotirea  saniei port-cuțit cu unghiul α care asigură conicitatea suprafeței de prelucrat. Unghiul  α se citește pe gradațiile plăcii rotative pe care este montată sania portcuțit.
Se pot prelucra suprafețe de orice unghi, pentru care lungimea generatoarei nu depășește lungimea cursei acestei sănii: 75 mm la strunguri mici, 150 mm la strunguri mijlocii, 300 mm la strunguri mari. Calitatea suprafeței este inferioară față de alte variante, din cauză că mișcarea de avans pe direcția generatoarei se execută manual, prin rotirea manuală a manivelei saniei superioare.
c) prelucrare prin deplasarea  transversală a păpușii mobile, piesa fiind prinsă între vârfurile de centrare. Corpul păpușii mobile se deplasează pe placa sa inferioară , perpendicular pe linia vârfurilor strungului , cu o mărime h, determinată în așa fel încât direcția avansului longitudinal al cuțitului să fie paralelă cu generatoarea conului de prelucrat. Această variantă este utilizată pentru  suprafețe conice de lungime mare și unghi mic de înclinare a generatoarei. Prelucrarea se face cu piesa prinsă numai între vârfuri, deci nu se poate aplica la piese cu gaură axială. Mărimea deplasării transversale prealabile a păpușii mobile se determină din condiția ca generatoarea suprafeței conice să fie paralelă cu direcția mișcării de avans longitudinal a sculei. Mărimea deplasării (dezaxării) transversale a păpușii mobile se calculează cu relația:
```
 
h
 = 
L
sinα
```

în care L este lungimea totală a piesei fixate între vârfuri; α - semiunghiul la vârf al conului.
În general, mărimea deplasării transversale nu poate depăși 10...15 mm, astfel încât unghiurile realizabile α sunt de maxim 80.
Deoarece găurile de centrare și vârfurile suportă o uzură neuniformă și intensă este recomandată folosirea unui vârf special cu bilă.
Dezavantajele procedeului sunt: 1) nu se pot prelucra într-o singură prindere suprafețe conice și cilindrice; 2) deoarece adâncimea găurilor de centrare nu este identică la toate piesele din același lot, se va obține o valoare variabilă a conicității la diferitele piese ale lotului.
d) cu ajutorul unui dispozitiv mecanic de copiere, care se livrează odată cu strungul. Rigla de copiere a dispozitivului este montată pe un suport de pe partea frontală posterioară a căruciorului strungului.
La deplasarea longitudinală cu avansul automat al căruciorului, cuțitul se va deplasa simultan și în direcția transversală, generându-se suprafața conică. Procedeul este productiv și se folosește pentru suprafețe conice cu unghiuri mici și mijlocii, până la aproximativ 200.

## Strunjirea suprafețelor profilate
Strunjirea suprafețelor profilate de revoluție se poate efectua cu cuțite profilate, pentru lungimea suprafeței până la 60 mm, iar pe strunguri grele - până la 150 mm. Se pot folosi cuțite normale profilate, cuțite prismatice tangențiale profilate sau cuțite-disc profilate.
Altă posibilitate constă în folosirea unui cuțit drept standardizat, montat într-un dispozitiv rotativ, astfel încât vârful cuțitului efectuează o mișcare de avans circular, pe un arc de cerc cu raza R, generându-se astfel o suprafață sferică exterioară. Cuțitul este deplasat în mișcarea de avans circular cu ajutorul unui angrenaj melc-roată melcată al dispozitivului rotativ. Această variantă de strunjire profilată a fost înlocuită în prezent prin strunjirea pe strung cu comandă numerică.
Suprafețele profilate pot fi prelucrate prin copiere după șablon, cu ajutorul unui dispozitiv de copiere hidraulic. Pe strung cu comandă numerică , suprafețele profilate sunt realizate prin acționarea mișcărilor de avans legate electronic. Această variantă constituie nivelul actual de dezvoltare a tehnologiei în acest domeniu.

## Dinamica așchierii
În cazul așchierii, de exemplu la strunjirea longitudinală, forța de așchiere F (care se exercită asupra cuțitului în cursul așchierii) este o rezultantă a eforturilor necesare pentru producerea deformațiilor elastice și plastice, precum și pentru învingerea frecărilor exterioare și se poate descompune în trei componente, după un sistem triortogonal de axe de coordonate:
- forța tangențială Fz sau componenta principală de așchiere, care acționează în direcția mișcării principale de rotație (direcția sa coincide cu direcția vitezei de așchiere) și determină momentul de torsiune și puterea necesară la arborele principal al strungului;
- forța axială Fx sau componenta de avans, axială, care acționează pe direcția mișcării de avans longitudinal și determină forțele și puterea în mecanismul de avans al strungului
- forța radială Fy sau componenta radială, normală la suprafața prelucrată, direcționată în lungul cuțitului, care poate produce vibrațiile sculei, în cazul unei rigidități dinamice scăzute; această componentă solicită dispozitivul (port-cuțitul) de fixare a sculei.

Puterea de așchiere N necesară a motorului de acționare a mișcării principale de rotație se obține cu relația:
```
 N = (
F
z
.v
)/6120  kW
```

în care componenta Fz se exprimă în daN, iar viteza de așchiere v în m/min.

### Parametrii așchierii
Parametrii așchierii care determină condițiile așchierii (cutting conditions, în terminologia engleză), respectiv regimul de așchiere sunt următorii:
- adâncimea de așchiere t reprezintă grosimea stratului de material înlăturat prin așchiere la o trecere. Valoarea adâncimii de așchiere se stabilește în funcție de adaosul de prelucrare ce trebuie eliminat la strunjire și este limitată de puterea strungului, rigiditatea sistemului tehnologic și cerințele de precizie.
Diametrul final Df al suprafeței cilindrice strunjite într-o singură trecere este:
```
  D
f
 = 
D
o
 - 2
t
```

unde Do este diametrul inițial al suprafeței.
Dacă adaosurile de prelucrare pentru degroșare sunt mari, atunci aceste adaosuri se împart pe mai multe treceri.
- avansul este distanța parcursă de sculă în raport cu semifabricatul pe direcția mișcării de avans, la o rotație a semifabricatului; se exprimă în mm pe rotație, mm/rot.
Valoarea avansului s , mm/rot, influențează în mai mare măsură durabilitatea sculei decât adâncimea de așchiere, însă în mai mică măsură decât viteza de așchiere. La strunjirea de degroșare valoarea avansului este limitată  de rigiditatea sistemului tehnologic mașină-unealtă-sculă-dispozitiv-piesă și de puterea strungului. La strunjiri de finisare și de semifinisare se folosesc avansuri mici, impuse de condiția asigurării unei anumite rugozități, specificate în desenul de execuție.
-viteza de așchiere v are o influență mai mare asupra durabilității sculei, decât adâncimea de așchiere și avansul de aceea stabilirea vitezei de așchiere este secvența critică a determinării regimurilor de așchiere.
Prin viteză de așchiere se înțelege lungimea "drumului" parcurs de tăișul sculei în materialul piesei, în unitate de timp; se exprimă în m/min.
Durabilitatea T a sculei așchietoare este durata continuă de lucru a sculei între două reascuțiri și se exprimă în minute.Dependența durabilitate-viteză a fost stabilită de F. Taylor, sub forma relației:
```
  
v = C/T
m
```

în care C este o constantă determinată experimental care depinde de cuplul material piesă-material sculă, de avans și adâncimea de așchiere; m - exponentul durabilității.
Parametrii așchierii t, s, v sunt legați de durabilitatea sculei prin relația lui Taylor, dezvoltată sub forma:
```
    
v = C
v
/T
m
s
x
t
y
    m/min
```

Valoarea durabilității sculei care asigură costul minim al operației de așchiere se numește durabilitate economică Tec. Valorile durabilității economice sunt independente de valorile avansului și adâncimii de așchiere și sunt redate în normative, elaborate pe baza exerienței uzinelor și institutelor de cercetări. Valoarea vitezei de așchiere calculată pentru durabilitatea economică se numește viteză de așchiere economică.
În practică, valorile vitezelor de așchiere se stabilesc după tabele normative ale producătorilor de scule.
Stabilirea turației. După stabilirea vitezei de achiere este necesară transformarea acesteia în parametrul derivat: turația piesei, care se calculează cu relația:
```
    
n = (1000.v)/Π.D
   rot/min
```

în care diametrul D (inițial) al suprafeței de prelucrat este exprimat în mm.
Dacă diametrul inițial D al suprafeței se exprimă în m (în sistemul internațional de unități de măsură SI unitatea de măsură fundamentală pentru lungime este metrul), atunci turația se calculează cu formula:
```
      
n= v/Π.D
  rot/min
```

În continuare, din gama de turații a strungului se alege valoarea turației posibil de reglat pe mașina-unealtă, adoptând valoarea imediat inferioară celei calculate sau, eventual imediat superioară.
Timpul de bază al operației de strunjire, tb, este timpul pentru modificarea geometriei suprafeței de prelucrat prin așchiere, ca formă, dimensiuni, rugozitate, fiind denumit și timp de mașină, calculat cu relația:
```
        t
b
 = (L.i)/s.n   min
```

unde L este lungimea totală a cursei de lucru a sculei în sensul mișcării de avans, mm; i - numărul de treceri identice. Este de menționat că lungimea L a cursei de lucru este formată din lungimea suprafeței de prelucrat, la care se adaugă lungimea cursei de apropiere a sculei și lungimea cursei de ieșire a sculei din așchiere .

## Materiale pentru cuțite de strung
Principalele proprietăți ale materialelor pentru cuțite de strung (și în general pentru scule așchietoare), necesare pentru a rezista solicitărilor la care sunt supuse în timpul așchierii  sunt următoarele:
- duritate superioară și rezistență la compresiune;
- rezistență la solicitări de încovoiere și șocuri;
- temperatură de termostabilitate mai mare decât temperatura de așchiere;
- rezistență la oxidare;
- tendință redusă spre difuziune și adeziune;
- rezistență la abraziune;
- rezistență ridicată la uzură la rece și la cald.

Nu există material așchietor care să unifice la nivel ridicat toate proprietățile necesare.
Materialele pentru scule așchietoare pot fi clasificate astfel:
- oțeluri pentru scule, dintre care larg folosite pentru cuțite sunt oțelurile rapide(engleză high speed steels);
- carburi metalice sinterizate (CMS);
- carburi mineraloceramice;
- materiale așchietoare super-dure: diamant și nitrură cubică de bor.

Oțelurile rapide sunt oțeluri înalt aliate cu wolfram, molibden vanadiu, cobalt și crom. Aceste oțeluri au  o rezistență de rupere prin încovoiere relativ ridicată și proprietăți favorabile de reziliență. Au duritatea de 60-67 HRC care este menținută până la temperatura de 600 °C.
Carburile metalice sinterizate se folosesc sub forma de plăcuțe lipite sau plăcuțe schimbabile (denumite și plăcuțe indexabile). Pentru strunjirea pieselor din oțel se utilizează carburi metalice pe bază de carburi de wolfram și carburi de titan cu liant de cobalt (metal cu rol de liant), din grupa de utilizare P. Pentru prelucrarea pieselor din fontă, aliaje neferoase și materiale nemetalice se utilizează carburi metalice pe bază de carburi de wolfram, cu liant de cobalt, grupa de utilizare K. Carburile metalice au fost cunoscute inițial sub numele WIDIA (din cuvintele Wie Diamant), fiind introduse la Leipzig Trade Fair în 1927.
Plăcuțele mineralo-ceramice au o rezistență mai mare la uzură și la temperaturi înalte, comparativ cu carburile metalice sinterizate CMS, însă sunt mai fragile, de aceea se folosesc numai la prelucrări de semifinisare și finisare, fără șocuri. Se produc două feluri de materiale ceramice, care diferă prin compoziția lor: a) material ceramic sinterizat din oxid de aluminiu pur; b) material ceramic sinterizat bazat pe carbură de titan și nitrură de titan, cu o fază de Ni,Co cu rol de liant: acesta este un cermet.
Diamantul industrial (sintetic) se utilizează pentru  prelucrări fine, fără șocuri, fără trepidații, la viteze de așchiere mari. Domeniul de aplicație este limitat la finisare, deoarece adâncimi de așchiere și avansuri mari sunt imposibile, datorită limitărilor pentru dimensiunile tăișului și rezistenței scăzute la încovoiere.
Materiale cum sunt fonta și oțelul nu pot fi așchiate cu scule diamantate datorită afinității fierului la carbon. Diamantul se transformă în grafit și reacționează cu fierul în zona de contact dintre sculă și piesa de prelucrat, datorită temperaturilor de așchiere înalte  ce se dezvoltă aici. 
Ca rezultat, tăișul sculei se uzează rapid. În comparație cu carburile metalice sinterizate, sculele diamantate pot fi utilizate cu viteze de așchiere mult mai ridicate, atunci când se prelucrează aliaje de aluminiu cu conținut ridicat de siliciu. Durabilitatea este extrem de ridicată,  de 80 de ori mai mare decât cea a sculelor armate cu carburi metalice. Acest avantaj este foarte important pentru producția de masă pe linii de transfer.
Nitrura cubică de bor este al doilea cel mai dur material după diamant. Sculele din nitrură cubică de bor sunt preferate pentru strunjirea, găurirea și frezarea oțelului durificat, cu durități de 55-68 HRC, a oțelului rapid și a fontei cenușii perlitice, a metalelor sinterizate, a aliajelor refractare bazate pe alieri cu nichel și cobalt.

## Proiectarea operațiilor tehnologice de strunjire
Pe mașinile-unelte din grupa strungurilor se prelucrează cu precădere piese din clasa corpurilor de revoluție.  Acestea sunt constituite în esență din suprafețe exterioare și interioare de revoluție, cu axa de rotație comună, precum și suprafețe frontale perpendiculare pe această axă. Pentru astfel de piese, în afară de necesitatea obținerii preciziei dimensiunilor, se impune și respectarea condițiilor de coaxialitate a suprafețelor exterioare și interioare și a poziției precise a fețelor frontale față de axa piesei.
Aceste condiții pot fi respectate prin utilizarea următoarelor trei  variante de succesiune a operațiilor.
1) prelucrarea suprafețelor coaxiale dintr-o singură prindere a piesei de prelucrat; această variantă este aplicabilă la prelucrarea din bară;
2) prelucrarea în două prinderi/operații : mai întâi a suprafețelor exterioare, apoi a suprafețelor interioare, utilizând ca bază tehnologică  suprafața exterioară de revoluție;
3) prelucrarea în două prinderi/operații: se prelucrează mai întâi suprafața interioară, apoi suprafețele exterioare, cu orientarea-poziționarea (bazarea) pe suprafața găurii prelucrate. Această variantă implică prinderea pe dorn pentru prelucrarea finală a suprafețelor exterioare.